# 克里絲塔·路德維希
克里絲塔·路德維希（德語：Christa Ludwig，1928年3月16日—2021年4月24日），著名德國次女高音歌唱家，以出色演繹歌劇和德語藝術歌曲（lieder）而著名，其橫跨1940年代末到1990年代初的長達40多年的歌唱生涯，也為人所津津樂道。